# جون ر. بي فرينش
جون ر. بي فرينش (بالإنجليزية: John R. P. French)‏ هو عالم نفس أمريكي، ولد في 7 أغسطس 1913 في بوسطن في الولايات المتحدة، وتوفي في 14 أكتوبر 1995 في آن آربر في الولايات المتحدة.

## وصلات خارجية
- جون ر. بي فرينش على موقع الموسوعة البريطانية (الإنجليزية)